# フライトPark〜出発時刻は夕方4時30分!
『フライトPark～出発時刻は夕方4時30分!』（フライトパーク しゅっぱつじこくはゆうがたよじさんじっぷん）は大分放送（OBSラジオ））で2022年4月22日から放送されているラジオのトーク番組。

## 概要
大分県大分市公園通りにある複合商業施設「パークプレイス大分」の開業20周年を記念した番組。パークプレイス大分のスタジオサランから生放送をおこなっている。
基本的に首藤まみか、安美、姫野友美が回替わりでパーソナリティを務めている。回によっては大分放送のアナウンサーが出演することもある。

## タイムテーブル
- 16:30 オープニングトーク、メッセージ紹介
- 16:40頃 ゲストからのコメント[5][6]
- 16:45頃 フライトPark! チェックイン[3]
  - 今、気になるニュースやトピックスなどを紹介するコーナー。
- 17:00 ニュースパレード（文化放送発）
- 17:15 身近なことからSDGs（販売番組）
- 17:21 夕暮れだより
- 17:25 道路交通情報
- 17:30 ネットワークトゥデイ（TBSラジオ発）
- 17:45 フライトPark! パッセンジャー[3][7]
  - ゲストを招き、魅力に迫っていくコーナー。
- 18:05 OBSラジオ・ザ・ニュース
- 18:10 フライトPark! にじゅうまる◎[3]
  - 『にじゅうまる』な人やもの、出来事を紹介しているコーナー。

この他、番組内では随時、メッセージを紹介している。